# Данијела Јорданова
Данијела Јорданова (буг. Даниела Йорданова; Сливница, 8. март 1976) је бугарска атлетичарка, специјалиста за трчање на 1.500 м.

## Биографија
Похађала је Спортску школу „Никола Велчев“ у Самокову, и након неуспелог покушаја да уђе у спортски тим школе ЦСКА, почела је 1994. да ради са садашњим тренером Димитром Василевим.
Честе и дуже повреде су је спречиле да се чешће пласира међу победнике на многим такмичењима. Тек 2006. на Европском првенству у Гетеборгу, освојила је прву медаљу.
Поред трчања на 1.500 метара, повремено је натупала и на другим дужим дисциплина до 10.000 м. Вишеструка је национална првакиња рекордерка Бугарске, победница Балканских игара.
Због жеље за што већим успехом на такмичењима Јорданова 13. јуна 2008. прави грешку и због позитивног допинг теста на тестостерон, бива кажњена са две године не наступања на свим атлетским такмичењима.
После издржане казне вратила се атлетици, али је учествовала само на домаћим такмичењима.

## Значајнији резултати
| Година | Такмичење                    | Место                | Дисциплина | Резултат |             |
| ------ | ---------------------------- | -------------------- | ---------- | -------- | ----------- |
| 2000   | Олимпијске игре              | Сиднеј, Аустралија   | 5000 м     | 10       | 14:56,95 НР |
| 2001   | Светско првенство у дворани  | Лисабон, Португалија | 1.500 м    | 5        | 4:12,79     |
| 2002   | Европско првенство у дворани | Беч, Аустрија        | 1.500 м    | 5        | 4:10,47 ЛРС |
| 2002   | Европско првенство           | Минхен, Немачка      | 1.500 м    | 5        | 4:03,03     |
| 2003   | Светско првенство            | Париз, Француска     | 1.500 м    | 5        | 4:12,98     |
| 2004   | Светско првенство у дворани  | Будимпешта, Мађарска | 1.500 м    | 4        | 4:08,52     |
| 2004   | Олимпијске игре              | Атина, Грчка         | 1.500 м    | 5        | 3:59,10 ЛР  |
| 2006   | Европско првенство           | Гетеборг, Шведска    | 1.500 м    | 3        | 3:59,37 ЛРС |
| 2007   | Светско првенство            | Осака, Јапан         | 1.500 м    | 3        | 4:00,82 ЛРС |
| 2008   | Светско првенство у дворани  | Валенсија, Шпанија   | 1.500 м    | 3        | 4:04,19 НР  |

Легенда: НР = национални рекорд, ЛР= лични рекорд, ЛРС = Лични рекорд сезоне (најбољи резултат у сезони у том тренутку)

## Лични и национални рекорди
| Дисциплина | отвор./двор. | Резултат | Датум              | Место     | Белешка |
| ---------- | ------------ | -------- | ------------------ | --------- | ------- |
| 800 м      | отворено     | 2:03,02  | 9. јуни 2001       | Атина     |         |
| 800 м      | дворана      | 2:03,55  | 9. фебруар 2006    | Софија    |         |
| 1,500 м    | отворено     | 3:59,10  | 28. август 2004    | Атина     |         |
| 1,500 м    | дворана      | 4:04,19  | 9. март            | Валенсија | НР      |
| 3.000 м    | отворено     | 8:30,59  | 6. јули 2001       | Сент Дени | НР      |
| 3.000 м    | дворана      | 8:47,45  | 27. фебруар 2000   | Гент      | НР      |
| 5.000 м    | отворено     | 14:56,95 | 25. септембар 2000 | Сиднеј    | НР      |
| 10.000 м   | отворено     | 32:40,23 | 28. Mai 2006       | Софија    | НР      |